# Ramón Correa Mejía
Ramón Antonio Rufino Correa Mejía (El Retiro, 18 de noviembre de 1859-Pereira, 10 de octubre de 1935) fue un abogado, historiador, escritor y político colombiano, que, entre otros cargos, fue Magistrado de la Corte Suprema de Justicia y miembro del Consejo de Estado de Colombia. Su hijo fue el periodista Emilio Correa Uribe. 

## Biografía
Nacido en El Retiro, Antioquia, en 1859, era hijo de Jesús Correa Gómez y Fidelia Mejía Álvarez. Realiazó sus estudios de Derecho y Ciencias Políticas en la Universidad de Antioquia, de donde se doctoró en 1877. A los 18 años ocupó su primer cargo público como Juez del Circuito de Titiribí, cuando aún no tenía la ciudadanía, teniendo el gobierno local que concedérsela para ejercer el cargo. Siete años después fue elegido como Magistrado del Tribunal Superior de Antioquia. Después fue juez de circuito en Marinilla, Envigado, Sabaneta y Rionegro. 
Fue miembro fundador de la Academia Antioqueña de Historia en 1903 y Secretario de Hacienda de Antioquia durante los gobiernos del gobernador Dionisio Arango Mejía (1897-1898; 1906-1909), así como diputado a la Asamblea Departamental de Antioquia entre 1899 y 1905. Hacia 1909 fue nombrado Magistrado del Tribunal Superior de Caldas y entre 1911 y 1918 fue diputado a la Asamblea Departamental de Caldas. Entre 1920 y 1931 fue Consejero de Estado y desde 1931 hasta su muerte fue notario de Pereira.
La mayor parte de su trabajo literario es sobre la historia de Colombia y temas jurídicos, destacando obras como "Don Juan del Corral" (1931), "Notariado y Registro, indígenas, baldíos y minas", "La convención de Rionegro", "Crónicas y leyendas", "El Prócer Jorge Ramón de Posada", "Marinilla Heroica", “Biografía del Dr. José Duque Gómez, Rector de la primera Universidad Central y del Colegio del Rosario de Bogotá”  y "Juan de Dios Morales", esta última obra que le valió un premio en Quito.
Fue miembro de la Academia Colombiana de Historia. 

## Homenajes
La Biblioteca Municipal Pública de Pereira lleva su nombre.
Su retrato está en la pinacoteca del Concejo Municipal de Marinilla, así como en la sede de la Academia Antioqueña de Historia.